# Фландрийский зверь
Фландрийский зверь (нидерл. Beest van Vlaanderen), также известный как Старые красные глаза (нидерл. Oude Rode Ogen) — бука, пёс-призрак или монстр, обитающий по местной легенде на территории Фландрии.

## Описание
Фландрийский зверь днём представляется загадочным тёмным силуэтом человека. Ночью становится оборотнем. Рост этого человека около 7 футов (примерно 2,1 м.). У перевоплощённого зверя также тёмная (иногда кажется полупрозрачной) окраска волосяного покрова и огненно-красные глаза, отсюда и альтернативное название. Фландрийский зверь появляется на обитаемой территории по ночам, издаёт угрожающее рычание. Согласно книге Винсента Ментена «Фландрийский зверь» оборотень влияет на людей так, что они становятся слепыми, глухими и немыми.

## Легенда
В нескольких источниках первое упоминание о Фландрийском звере отмечается по-разному. Есть предположение, что он появился в XV веке. По другой версии — в XVII веке., по третьей — XVIII веке. Так или иначе, в те времена стали поступать сообщения о пропавших без вести детях. Предполагалось, что они становились жертвами того самого тёмного зверя. 
Малоизвестный случай. Однажды некий человек попытался похитить одну девушку прямо с постели, но его застали врасплох и он пустился в бегство. Его обстреляли из оружия, а затем стали свидетелями того, как тот самый человек перевоплотился в огромного чёрного пса. Вскоре недалеко от Мехелена был обнаружен подозреваемый — бездомный негр, над которым совершили самосуд, сдёрнув с него кожу. Кожа якобы заточена в соборе Святого Румольда.
С XVIII века по настоящее время Фландрийского зверя неоднократно видят в Мехелене и прилегающих районах. Есть мнение, что он ищет свою кожу, чтобы восполнить свои силы и стать свирепым убийцей, каким он был когда-то.
Начиная с XX века взрослые начали придумывать страшные истории про таинственные Старые красные глаза и рассказывать их своим детям. Детям говорят, что Фландрийский оборотень может съесть их заживо, если они не лягут вовремя в кровать.